# 2011年赞比亚大选
2011年9月20日，赞比亚举行新一届大选，选举总统和国民议会议员。爱国阵线(PF)的总统候选人迈克尔·萨塔成功击败了多党民主运动的现任总统卢比亚·班达(Rupiah Banda) ，赢得总统选举，并于9月23日宣誓就职。爱国阵线成为国民议会中最大的政党，赢得了选举日决定的148个席位中的60个。

## 竞选活动
现任执政党多党民主运动的现任总统鲁皮亚·班达在接替2008年8月去世的利维·姆瓦纳瓦萨(Levy Mwanawasa) 后，参与竞选他的第一个完整的总统任期
迈克尔·萨塔是爱国阵线的候选人，哈凯恩德·希奇莱马是国家发展统一党的候选人。
截至2010年底，中国企业在赞比亚经济投资达20亿美元，使得中国与非洲最大铜生产国赞比亚的经贸往来地位显著提升。在竞选初期，萨塔指责中国矿业公司的劳动条件像奴隶一样，无视安全标准和当地文化习俗。由于言辞严厉，他被昵称为“眼镜王蛇”，但后来他缓和了对主要是中国的外国矿业公司的言论。

## 结果
9月23日，赞比亚的首席大法官欧内斯特·萨卡拉宣布萨塔成功当选赞比亚总统。萨塔于当天晚些时候宣誓就职。

## 国际反应
萨塔接到了美国总统奥巴马的祝贺电话。虽然在2006年选举中，由于他对中国矿业的批评，中国威胁要削减与赞比亚的外交关系， 但中国还是对大选结果表示“欢迎”。